# 約束 (フォーリーブスの曲)
「約束」（やくそく）は、1971年3月1日にCBS・ソニーレコード（現：ソニー・ミュージックレーベルズ）から発売されたフォーリーブスの10枚目のシングルである。

## 概要
一連のフォーリーブスのシングルの表題曲としては初めて、筒美京平が作曲・編曲を手掛けている。

## 収録曲
※両曲共に作詞：阿久悠
1. 約束
  - 作曲・編曲:筒美京平
2. 朝やけの中で
  - 作曲:梶沢知弘／編曲:森岡賢一郎／作品コード:000-8709-2